# Nagy Irma
Gonda Béláné Nagy Irma (Nagykőrös, 1859. április 30. – Budapest, 1888. május 6.) tanítóképző-intézeti igazgató, Gonda Béla mérnök és tanár felesége.

## Élete
Nagykőrösön született, ahol apja, Nagy László a református tanítóképző igazgatója volt, akitől az első alapvető oktatást nyerte. Apja 1869-ben Baranya- és Tolna megyék tanfelügyelőjévé neveztetvén ki, Pécsett folytatta tanulmányait, majd apjának 1872-ben Pest megyébe történt áthelyezése után a Zirzen Janka vezetése alatt állott budai tanítóképzőbe lépett. A nevelésügy történelmi fejlődését, annak a népek és nemzetek művelődésére gyakorolt befolyását tette tanulmánya tárgyává; e mellett tökéletesen elsajátította az angol, francia és német nyelvet és később alaposan foglalkozott különösen a francia klasszikusok tanulmányozásával. Apjának 1875. május 6-án bekövetkezett halála megrendítő csapást mért ifjú kedélyére; fájó érzésének többször ad megkapó kifejezést naplójegyzeteiben. 1876. július 6-án letette a tanítónői képesítő vizsgát. 1878. március 31-én Gonda Béla műegyetemi tanár neje lett. Erre az időre esik irodalmi működésének legnagyobb része. A családi, anyai gondok azonban csakhamar elterelték az irodalmi foglalkozástól; de azért pihenő óráiban visszatért első eszményéhez, az irodalomhoz. 1884-ben már erősebben kezdte érezni a fejlődő tüdőbajt, s ez év nyarán Gleichenbergben keresett üdülést. 1885. június 29-én négyéves lányának halála mélyen lesújtotta a nemesszivű anyát. A mély fájdalmat megragadó közvetlenséggel írja le naplójegyzeteiben (júl. 12.) Már 1887-ben a gleichenbergi nyaralásnak nem érezte semmi jó hatását; ősszel a gyötrő láz teljesen erőt vett testén és orvosa Olaszországba küldte; férjével Peglibe, Nizzába és Mentonéba utazott; végül Abbaziában próbált erőt gyűjteni, de itt már végképp elhagyta ereje és április 7-én hazajöttek. Meghalt 1888. május 6-án Budapesten.
Első irodalmi kísérlete: A női oktatásról a Pesti Naplóban (1877. jan. 16.) jelent meg; írt a Fővárosi Lapokba (1877. A női műveltségről, A modern társaséletből, Dobsina és környéke, 1879. Négy nagy költő barátsága), ezeken kívűl még angol, franczia s német gazdasági és technikai szaklapokból is készített fordításokat és átdolgozásokat a Mérnök- és Építész-egylet Közlönyébe s a férje által 1877-ben megindított Gazdasági Mérnökbe. 1878-ban kezdett behatóbban foglalkozni aesthetikai és dramaturgiai tanulmányokkal (a bolygó zsidóról sat.), a Budapesti Bazárban és Ország-Világban (1879. eredeti s ford. beszélyek).

## Munkája
- Eszmék és emlékek. Irodalmi hagyatéka. Bpest, 1889. A szerző fénynyomatú arczképével és névaláirásával. (Élet- és jellemrajza férjétől és mutatványok naplójegyzeteiből, Racine első remekműve, Négy költő barátsága, A bolygó zsidó, Szellemes társalgók, A nőkről a nőknek, öt czikk, Dobsina és környéke, Gleichenbergből, Abbaziából, Körűl a Quarnerón, Hogyan tanultak meg a madarak vándorolni, Gondolatok és Operabáli levelkék. Ism. Prot. Egyh. és Iskolai Lap és Nemzeti Nőnevelés.)